# Murex altispira
Murex altispira, tiếng Anh thường gọi là Caltrop murex, là một loài ốc biển săn mồi cỡ lớn, là động vật thân mềm chân bụng sống ở biển thuộc họ Muricidae, họ ốc gai.

## Tham khảo

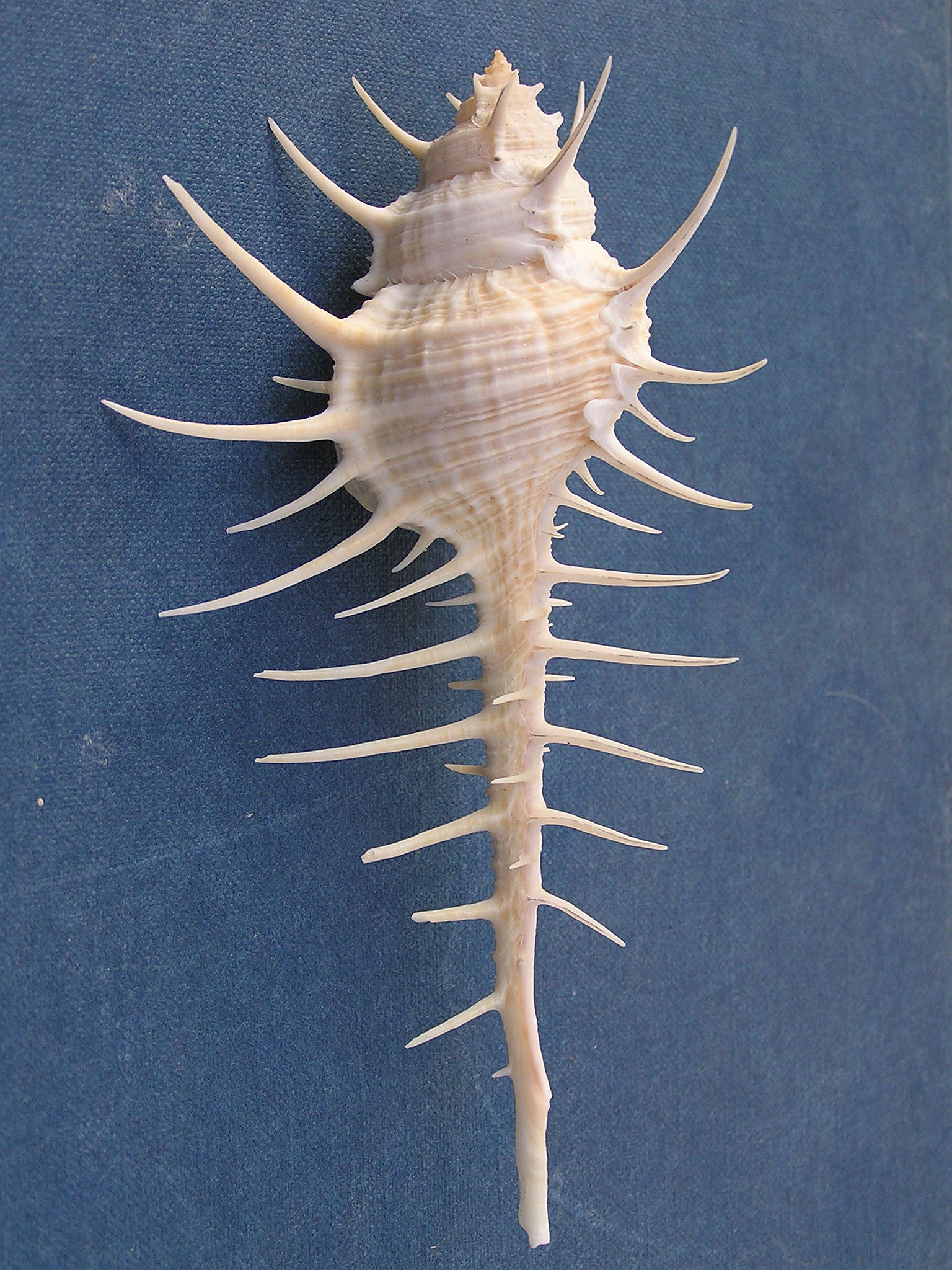
Murex altispira, abapertural view